# Ruagea subviridiflora
Ruagea subviridiflora là một loài thực vật có hoa trong họ Meliaceae. Loài này được (C. DC. ex Harms) Harms miêu tả khoa học đầu tiên năm 1925.